# Mandrill

Mandrillschädel, männlich.

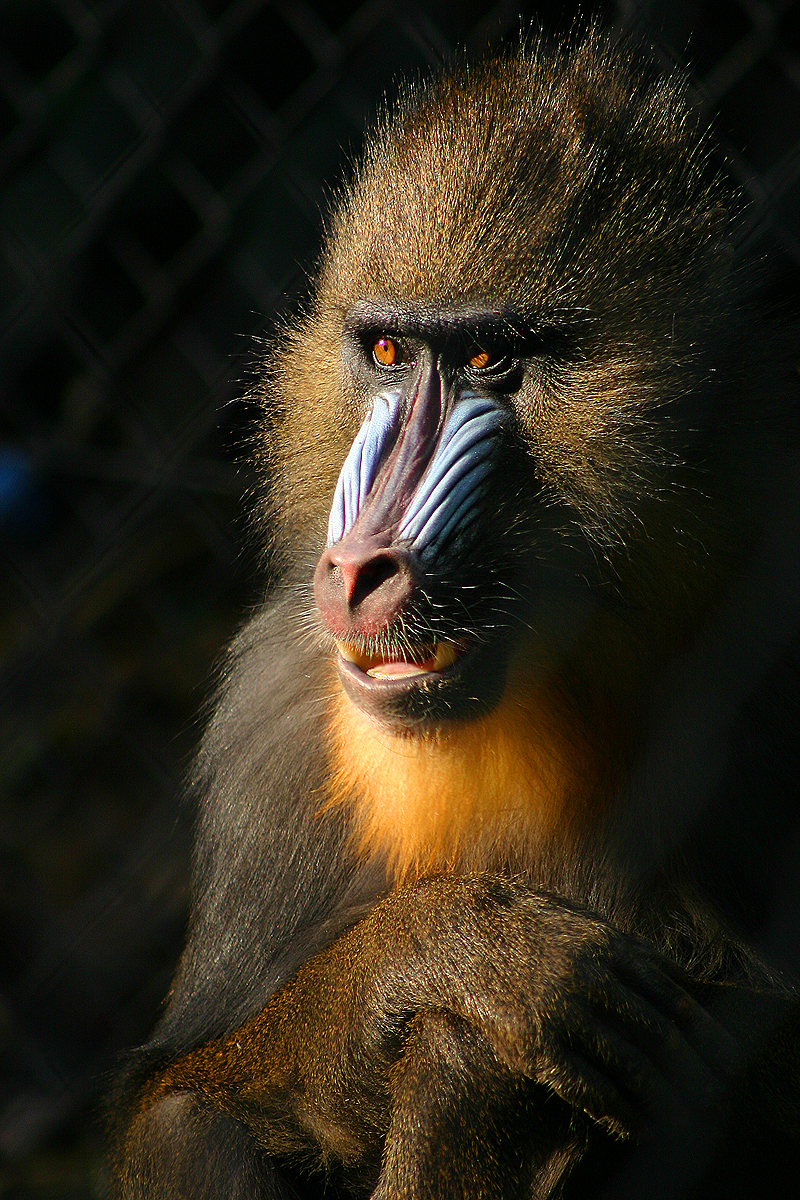
Kopf eines Mandrills

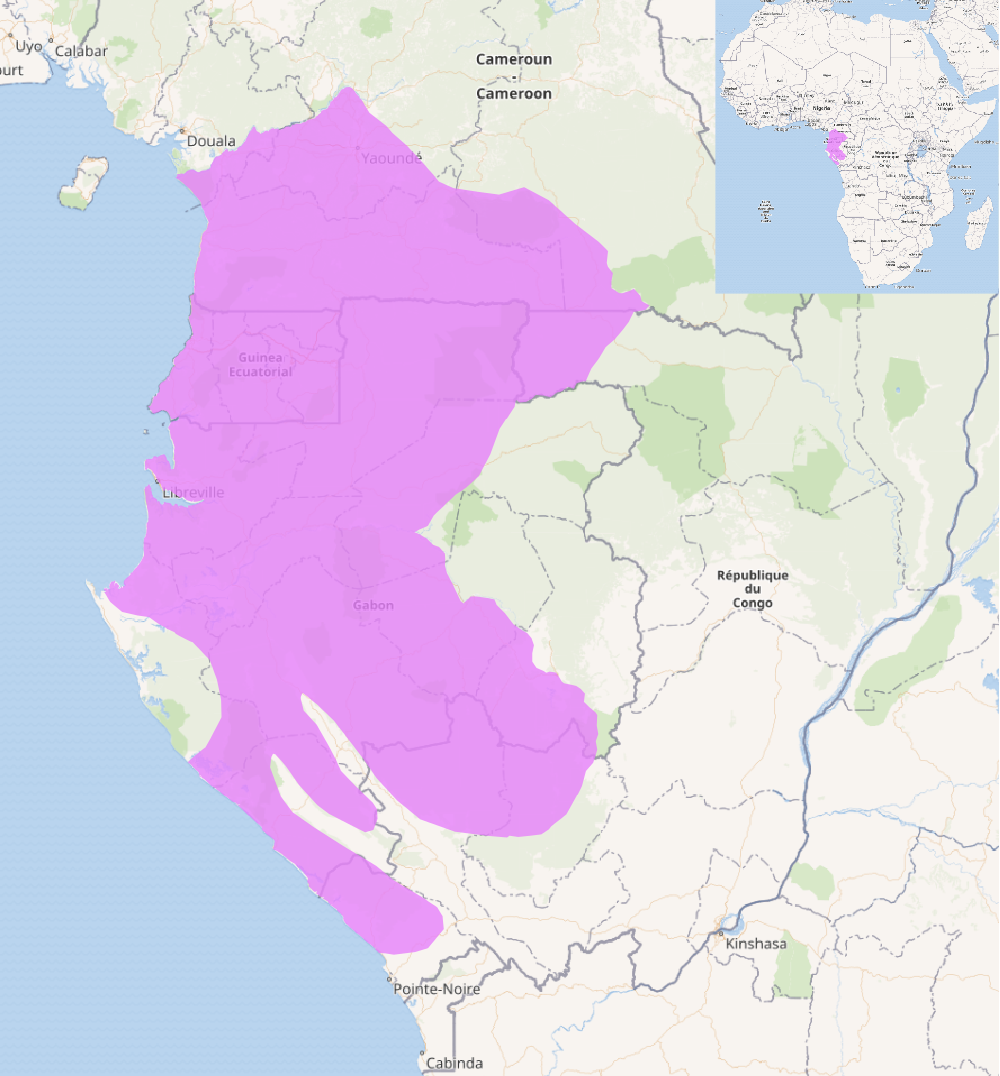
Verbreitungsgebiet des Mandrills

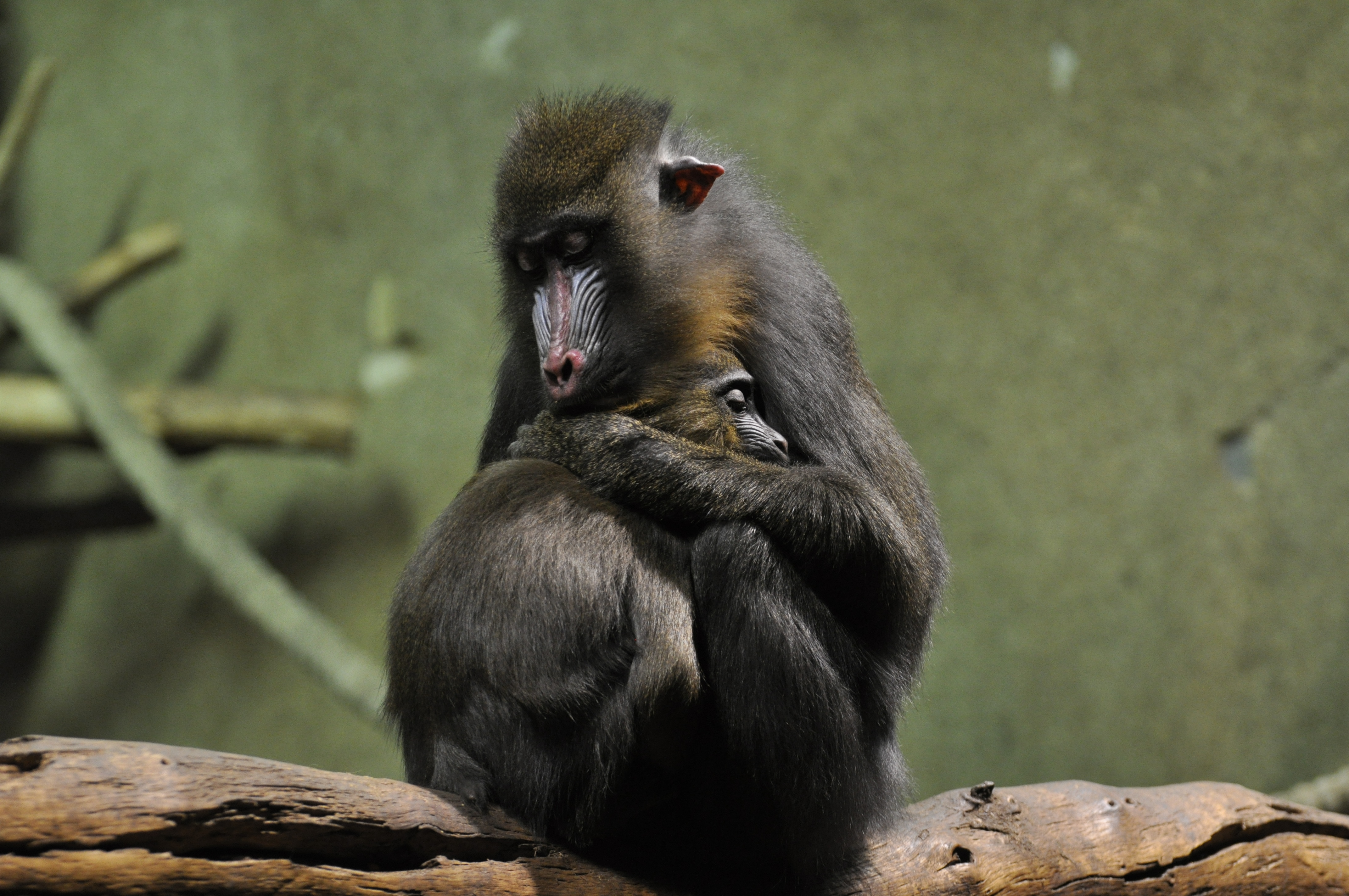
Schlafendes Weibchen mit Jungtier

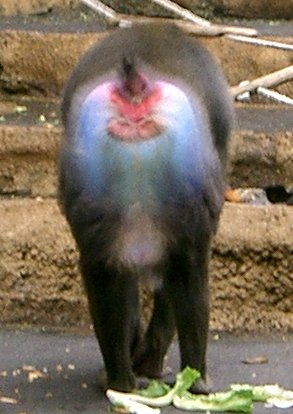
Auch die Gesäßregion ist grell gefärbt

Der Mandrill (Mandrillus sphinx) ist eine Primatenart aus der Familie der Meerkatzenverwandten. Er lebt in tropischen Regenwäldern Zentralafrikas und ist für seine rot-blau farbigen Partien im Gesicht und am Gesäß bekannt, die ihn zu einem der farbenprächtigsten aller Säugetiere machen.

## Merkmale
Mandrille haben einen stämmigen Körperbau mit einem großen Kopf und langen, kräftigen Gliedmaßen. Arme und Beine sind annähernd gleich lang, was der häufigen Fortbewegung am Boden entgegenkommt. Die Tiere erreichen eine Kopfrumpflänge von 61 bis 76 Zentimeter, der Schwanz ist nur ein kurzer, 5 bis 7 Zentimeter langer Stummel. Im vierfüßigen Gang erreichen sie eine Schulterhöhe von 51 Zentimetern. Männchen erreichen durchschnittlich rund 25 Kilogramm und sind damit doppelt so schwer wie Weibchen, die 11,5 Kilogramm erreichen. Das Höchstgewicht beträgt 54 Kilogramm; damit sind Mandrille nach den Menschenaffen die größten Primaten. Das dichte Fell ist olivgrün gefärbt, der Bauch ist gelblich-grau. Die Gesäßregion ist unbehaart und purpur oder rötlich gefärbt.
Der Kopf ist groß und hat die für viele Pavianartige typische langgestreckte Schnauze. Die Nase ist bei Männchen leuchtend rot gefärbt, bei Weibchen und Jungtieren hingegen schwärzlich. Entlang des Nasenbeins ziehen sich auf jeder Seite sechs knöcherne, blau gefärbte Furchen, wovon sich die veraltete Gattungsbezeichnung Backenfurchenpaviane ableitet. Die Rotfärbung der Nase ist auf stark durchblutetes Hautgewebe zurückzuführen, das fast künstlich wirkende Blau wird durch Interferenz kohärenten Lichtes mit parallel angeordneten Kollagenmolekülen in der Haut verursacht (auch Strukturfarbe genannt). Unter dem Gesicht befindet sich ein gelblicher Bart, daneben ist der Kopf von einem Haarschopf und einer Schultermähne umrahmt. Die Gesichtsfärbung der Weibchen ist generell blasser und unauffälliger, ebenso ist das dominante Männchen greller gefärbt als die untergeordneten. Auch bei den Eckzähnen herrscht ein Geschlechtsdimorphismus, die der Männchen sind deutlich länger und können 6,5 Zentimeter erreichen.

## Verbreitung und Lebensraum
Mandrille leben in Zentralafrika. Ihr Verbreitungsgebiet umfasst das südliche Kamerun – der Fluss Sanaga bildet die nördliche Grenze seines Lebensraums –, Äquatorialguinea, das westliche Gabun und den Südwesten der Republik Kongo. Ihr Lebensraum sind dicht bewachsene tropische Regenwälder.

## Lebensweise

### Aktivitätszeit und Fortbewegung
Mandrille sind wie alle Altweltaffen tagaktiv, halten aber eine Mittagsrast. Die erwachsenen Tiere, insbesondere die Männchen, halten sich meist am Boden auf, wo sie sich mit einem vierfüßigen Gang fortbewegen. Jungtiere und leichtere Weibchen suchen auch auf Bäumen nach Nahrung. Zur Nachtruhe ziehen sich alle Tiere in die Bäume zurück. Trotz großer Flexibilität bei der Auswahl der Nahrung kommen Ausflüge in den lichten und niedrigen Sekundärwald, das umliegende Buschland und die Pflanzungen der Farmer immer häufiger vor, weil es immer weniger großflächige und zusammenhängende Waldgebiete gibt.

### Sozialverhalten
Die Beobachtungen über das Sozialverhalten sind uneinheitlich, es gibt sowohl Berichte über Haremsgruppen mit nur einem Männchen als auch über Mehrmännchengruppen. Vermutlich herrscht eine Fission-fusion-Struktur vor, das heißt, dass sie in größeren Herden von bis zu 200 Tieren leben, die sich zur Nahrungssuche in kleinere Haremsgruppen aufspalten, um saisonal wieder zusammenzukommen. Diese Haremsgruppen umfassen neben einem Männchen rund 5 bis 10 Weibchen und die dazugehörigen Jungtiere. Daneben gibt es auch häufig einzelgängerische Männchen.
Die Gruppen haben relativ große Reviere von bis zu 50 km², die täglichen Streifzüge sind 1,5 bis 4,5 Kilometer lang. Bei der ruhigen Nahrungsaufnahme hält sich das Männchen meist am hinteren Ende der Gruppe auf, im Bedrohungsfall begibt es sich nach vorn.
Gibt es mehrere Männchen in einer Gruppe, hat nur das dominante die grelle Gesichtsfärbung, ein visuelles Ornament. Kämpfe zwischen den Männchen um die Vorherrschaft in einer Gruppe werden häufig durch Drohgebärden (etwa das Präsentieren der Eckzähne) und anderes Imponiergehabe ausgetragen.

### Kommunikation

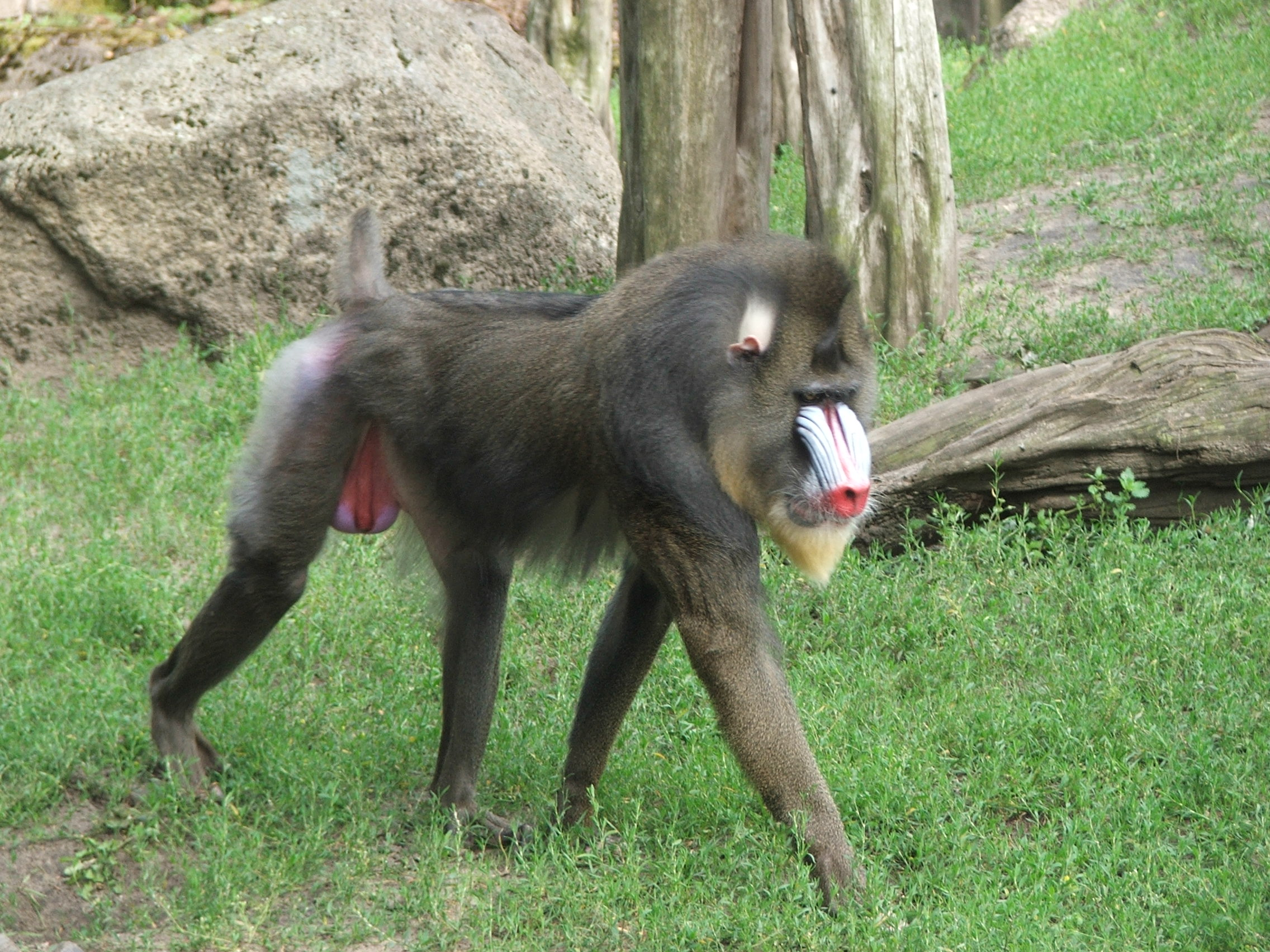
Mandrill im Zoo

Mandrille kommunizieren durch visuelle und akustische Signale, durch Gerüche und Berührungen. Vermutlich hat die leuchtende Färbung der dominanten Männchen eine Signalfunktion beim Führen der Gruppe im düsteren Wald. Ist ein Tier aufgeregt, verstärkt sich die Gesichtsfärbung. Daneben sind auch Gesten bekannt: Das Präsentieren der Eckzähne ist eine Drohgebärde, ein heftiges Schlagen auf den Boden drückt Ärger aus. Es sind mehrere Laute bekannt, darunter Grunz- und Kräh-Laute bei der Nahrungsaufnahme, ein Alarmschrei und ein zweiteiliges Grunzen, mit dem das dominante Männchen die Gruppe um sich sammelt. Auch die gegenseitige Fellpflege spielt eine Rolle bei der Kommunikation.

### Ernährung
Mandrille sind Allesfresser, die aber vorwiegend Früchte und Samen verzehren. Daneben fressen sie auch Blätter, Pilze und Wurzeln, aber auch Insekten und gelegentlich kleine Wirbeltiere wie Frösche, Echsen und sogar Ducker. Generell suchen die Männchen am Boden nach Nahrung, die Weibchen und Jungtiere in den Bäumen.

### Fortpflanzung
Gibt es mehrere Männchen in einer Gruppe, so pflanzt sich in der Regel nur das dominante mit den Weibchen fort. Die Paarung erfolgt zwischen Juli und Oktober, die meisten Jungtiere werden zwischen Dezember und April geboren. Die Tragzeit beträgt rund sechs Monate, üblicherweise kommt ein einzelnes Jungtier zur Welt. Dieses wiegt rund 600 Gramm und weist zunächst ein schwarzes Fell auf. Die Geschlechtsreife tritt mit vier bis acht Jahren ein. Tiere in menschlicher Obhut können 40 Jahre alt werden.

## Mandrill und Menschen

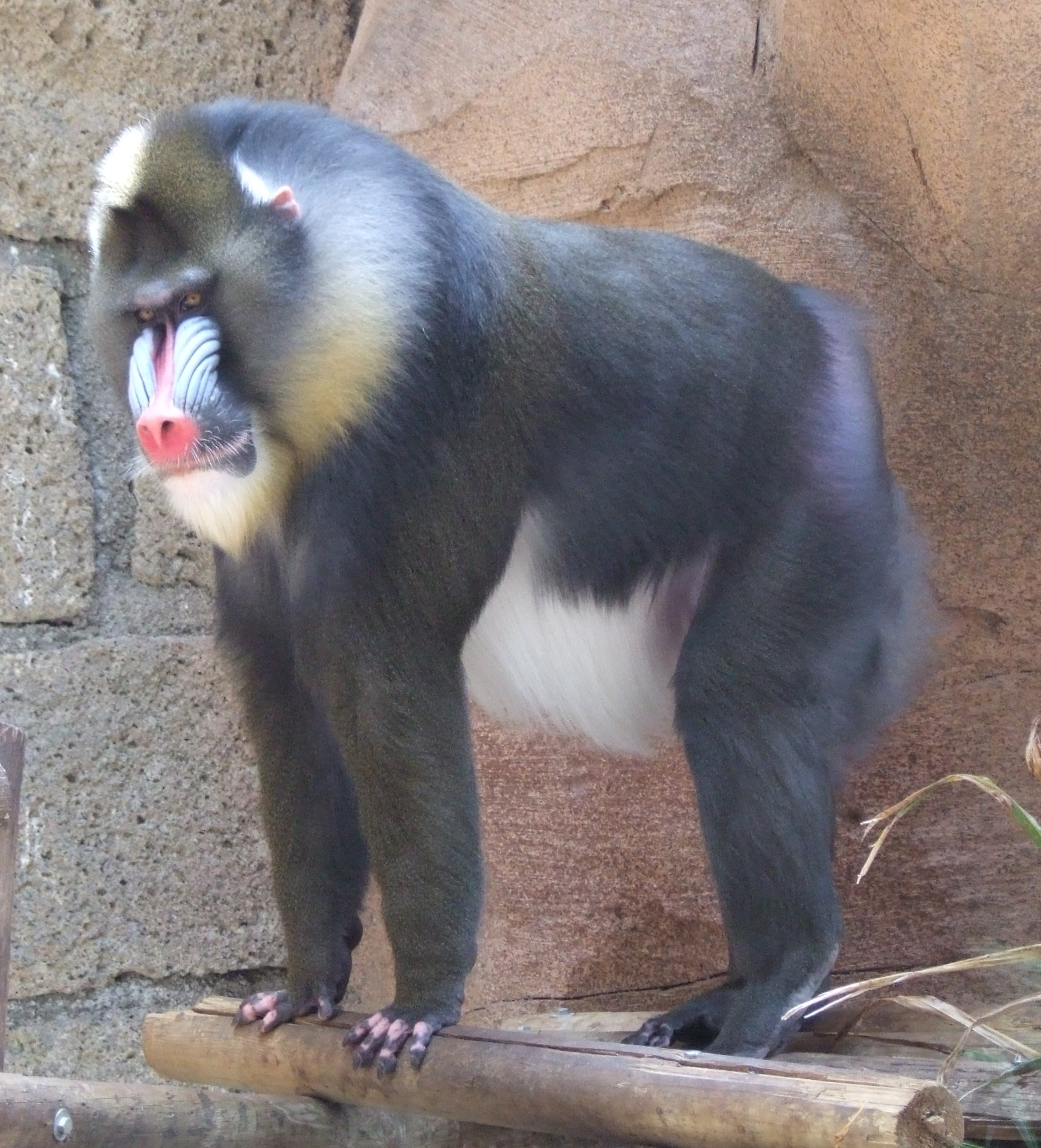

### Etymologie
Die Bezeichnung „Mandrill“ wurde im 18. Jahrhundert aus dem gleichlautenden englischen Wort entlehnt. Dies war vermutlich aus einer Sprache Westafrikas übernommen und bezeichnete ursprünglich den Schimpansen. Das Artepitheton sphinx leitet sich von der Sphinx, einem antiken Dämon, ab.

### Gefährdung
Aufgrund ihres Lebens im Regenwald sind genaue Schätzungen über den Bestand der Art sehr schwer. Hauptbedrohung stellt zum einen die Bejagung wegen ihres Fleisches dar: Aufgrund ihrer Größe sind sie ein lohnendes Ziel für Jäger und aufgrund ihrer lauten Verständigung überdies leicht zu finden. Zum anderen wird durch die Rodung der Wälder ihr Lebensraum immer weiter eingeschränkt. Die Art wird von der IUCN als gefährdet (vulnerable) eingestuft. Eines der wichtigsten Schutzgebiete für den Mandrill ist der Lopé-Nationalpark in Gabun. Weitere Schutzgebiete Gabuns beherbergen ebenfalls Mandrille, darunter etwa das Schutzgebiet Wonga Wongué.

### Arterhaltung
In der vom Weltzooverband WAZA geführten Artendatenbank ISIS wurden 2007 insgesamt 493 Mandrille als weltweiter Zoobestand registriert. Ein Internationales Zuchtbuch besteht für diese Flaggschiffart des Regenwaldschutzes nicht. Aber seit 1985 führt der Europäische Zooverband EAZA ein Europäisches Erhaltungszuchtprogramm (EEP) für den Mandrill. EEP-Koordinatorin der circa 200 Exemplare war Ilma Bogsch im Zoo Budapest. Für die USA und Kanada führen der Los Angeles Zoo ein separates Erhaltungszuchtprogramm und
Erik Terdal an der Northeastern State University, Oklahoma, das North American Studbook. Jason Hakof im Adelaide Zoo führt das Australasian Studbook. Die größte Zoogruppe mit zurzeit 27 Exemplaren lebt im britischen Colchester Zoo.

### Mandrille in der Kunst
Franz Marc malte um 1913 das Gemälde „Der Mandrill“. Bruno Apitz nannte in seinem Roman Nackt unter Wölfen den SS-Unterscharführer Sommer wegen seiner Grausamkeit und Folterpraktiken Mandrill. Im Disneyfilm Der König der Löwen ist der Charakter Rafiki ein alter, weiser Mandrill. Eine ähnliche Rolle nimmt der Mandrill Mandy (dt. Daniel) in der Serie Kimba, der weiße Löwe ein.

## Systematik
Der nächste Verwandte des Mandrills ist der Drill, dessen Gesicht weitgehend schwarz gefärbt ist. Gemeinsam bilden sie die Gattung der Mandrillartigen (Mandrillus). Entgegen früheren Annahmen sind die Mandrillartigen nicht sonderlich nahe mit der Gattung der Paviane (Papio) verwandt, ihre Schwestergruppe stellen vielmehr die Weißlid-Mangaben (Cercocebus) dar.